# مغارة سرفانتاس
مغارة سرفانتاس هي مغارة تقع في بلدية بلوزداد بالجزائر العاصمة. تقع على تل بين ديار المحصول [الفرنسية] والجادة التي تحمل نفس الاسم غرب غابة الأقواس في حي الحامة .

## أصل التسمية
سُميت مغارة سرفانتس على اسم الكاتب الإسباني الشهير ميغيل دي سرفانتس، الذي لجأ أثناء محاولة الهروب خلال السنوات الخمس التي قضاها في الأسر في الجزائر العاصمة بين 1575 و 1580.

## تاريخ
المغارة معروفة بأنها سمحت لميغيل دي سرفانتس ورفاقه، بعدما أسرهم أحد رياس البحر، بالاختباء عام 1577، على أمل الهروب إلى إسبانيا.
في 26 سبتمبر 1575، قبض الريس حسين ميزو مورتو في إيالة الجزائر على ميغيل دي سرفانتاس أثناء عودته إلى إسبانيا بعد معركة ليبانت (1571) حيث فقد يده اليسرى مع أخيه رودريغو.
بعد أربع محاولات هروب فاشلة، وشمل ذلك فترة طويلة قضاها في الكهف، تم استبداله أخيرًا في عام 1580 مع سجناء إسبان آخرين وعاد إلى مدريد. يبدو أن السنوات الطويلة التي قضاها في الأسر في الجزائر العاصمة أثنته عن مواصلة حياته جنديًا وكرس نفسه للكتابة، ولا سيما عمله ، دون كيشوت دي لا مانش.

## روابط خارجية
هذا الصباح.. مغارة سرفانتس بالجزائر على يوتيوب